# Becoming Led Zeppelin
Becoming Led Zeppelin er en amerikansk dokumentarfilm fra 2025, der er instrueret af Bernard MacMahon. Filmen skildrer den legendariske britiske rockgruppe Led Zeppelins allertidligste år, indtil gruppen opnåede sin første store internationale succes.

## Handling
Filmen skildrer den legendariske britiske rockgruppe Led Zeppelins første år, blandt andet med en liveoptagelse fra Egegårdsskolen i Gladsaxe i september 1968, da bandet endnu kaldte sig "The New Yardbirds" og spillede for et publikum iført islandske sweatere og pagehår. Filmen skildrer bandets første store internationale succes med debut-LP'en Led Zeppelin i 1969 og slutter omkring udgivelsen af efterfølgeren Led Zeppelin II samme år.

## Medvirkende
De tre medlemmer af bandet, der fortsat levede, da filmen blev produceret, deltager alle beredvilligt i filmen, mens den afdøde John Bonham høres i form af gengivelsen af gamle båndinterview.
- Robert Plant - bassist
- Jimmy Page - guitarist
- John Paul Jones - vokal
- John Bonham - trommeslager; døde i 1980, men optræder i filmen i form af tidligere upublicerede båndinterview.[2]

## Modtagelse

### USA
På det amerikanske websted Rotten Tomatoes, der opsummerer amerikanske mediers filmanmeldelser, var 82 % af de 38 indsamlede anmeldelser positive med en gennemsnitlig vurdering på 7,1 ud af 10 mulige point.

### Danmark
I Politiken anmeldte Kim Skotte filmen til fem hjerter og kaldte den en forbilledlig dokumentar, hvis "man er mere til musikken end skandalerne og stridighederne".